# Cincinnati Kid
Cincinnati Kid – amerykański film psychologiczny z 1965 roku w reżyserii Normana Jewisona na podstawie powieści Richarda Jessupa.

## Główne role
- Steve McQueen – Cincinnati Kid
- Edward G. Robinson – Lancey Howard
- Ann-Margret – Melba
- Karl Malden – Shooter
- Tuesday Weld – Christian
- Joan Blondell – Lady Fingers
- Rip Torn – Slade
- Jack Weston – Pig
- Cab Calloway – Yeller
- Jeff Corey – Hoban
- Theodore Marcuse – Felix
- Milton Selzer – Sokal
- Karl Swenson – Pan Rudd
- Émile Genest – Cajun
- Ron Soble – Danny
- Irene Tedrow – Pani Rudd
- Midge Ware – Pani Slade

## Fabuła
Nowy Orlean, lata 30. XX w. W mieście dochodzi do spotkania najlepszych pokerzystów w USA. Jednym z nich jest Cincinnati Kid, który jest niepokonanym mistrzem w mieście. Przybywa też Lancey Howard – pokerowy mistrz kraju. Kiedy rozgrywa pojedynek z biznesmenem Saldem, ogołaca go ze wszystkiego. Kid chce konfrontacji z Howardem, dzięki Shooterowi do niej dochodzi. Ale Cincinnati Kid nie wie, że wynik jest ustawiony, gdyż Howard przekupił krupiera!

## Nagrody i nominacje
Złote Globy 1965
- Najlepsza aktorka drugoplanowa – Joan Blondell (nominacja)